# Willa Szczęść Boże
Willa Szczęść Boże – zabytkowa willa w Gdyni. Mieści się w dzielnicy Kamienna Góra przy ul. Żołnierzy I Armii Wojska Polskiego 6.
Została zbudowana w latach 1928–1929. Od 1983 widnieje w rejestrze zabytków.